# Le Vieux Moulin
Pour les articles homonymes, voir Vieux-Moulin.
Cet article possède un paronyme, voir Moulin-Vieux.
Pour plus de détails, voir Fiche technique et Distribution.
Le Vieux Moulin (The Old Mill) est un court métrage d'animation américain de la série des Silly Symphonies, réalisé par Wilfred Jackson et Graham Heid, produit par Walt Disney pour RKO Radio Pictures, et sorti le 5 novembre 1937.

## Synopsis
Le film dépeint les communautés animales ayant trouvé pour demeure un vieux moulin à vent abandonné dans la campagne et ayant connu des péripéties lors d'une violente tempête arrivée soudainement. À la fin du film, le vieux moulin fut finalement sérieusement endommagé à cause du fait qu'il ait été frappé par la foudre. Mais une fois le beau temps revenu, les animaux reprennent leur vie paisible tout en gardant ce vieux moulin pour refuge.

## Fiche technique
- Titre original : The Old Mill
- Autres Titres[1]  :
  -  Allemagne : Die Alte Mühle
  -  France : Le Vieux Moulin
  -  Suède : Den Gamla kvarnen
- Série : Silly Symphonies
- Réalisateur[2] : Wilfred Jackson et Graham Heid assisté de Jack Arwood
- Scénario[2] : Merril De Marris, Chuck Couch, George Stallings
- Voix[2] : Louise Myers (oiseaux), Jean MacMurray (criquets), Jerry Phillips, Marie Arbuckle, Marta Nielsen, Barbara Whitson
- Animateurs[2] : Ugo D'Orsi, Jack Hannah, Robert Martsch, Dan McManus, Joshua Meador, Tom Palmer, Stan Quackenbush, George Rowley, Ralph Somerville, Robert Stokes, Bob Wickersham
  - Animateurs (non crédité)[1] : John McManus, Cornett Wood, Cy Young
- Décors[1] : Mique Nelson
- Layout[1] : Terrell Stapp
- Conception des personnages : Charlie Thorson
- Conception artistique : Gustaf Tenggren
- Producteur : Walt Disney
- Distributeur : RKO Radio Pictures
- Date de sortie : 5 novembre 1937[1],[3]
- Autres dates[2] :
  - Annoncée : 5 novembre 1937
  - Dépôt de copyright : 7 août 1937
  - Première à Los Angeles : 24 au 30 novembre 1937 au 4 Star Theater en première partie de Victoria the Great de Herbert Wilcox
  - Première à New York : 16 au 29 décembre 1937 au Radio City Music Hall en première partie de I'll Take Romance de Edward H. Griffith
- Format d'image : couleur (Technicolor[1])
- Son : Mono
- Musique[2] : Leigh Harline
- Durée : 8 min 42 s[2]
- Langue : (en)
- Pays :  États-Unis

## Distinction
- Oscar du meilleur court-métrage d'animation pour 1938.

## Commentaires
Ce film est le premier à utiliser le procédé de la caméra multiplane inventé par les studios Disney.
Ken Anderson a réalisé à la demande de Walt une maquette du moulin qui a ensuite servi d'inspiration aux animateurs, aux artistes de layout à définir les angles de vues.
En raison de sa récompense aux Oscars, ce court métrage a été diffusé dans la seconde version de la compilation Academy Award Review of Walt Disney Cartoons sortie en 1966.